# 義妹×2
『義妹×2』（いもうと ツインズ）は、バニラを原作とした日本のアダルトアニメ。2006年9月8日発売。ミルキーレーベルより2012年7月20日にもDVDが発売されている。
主人公の九宮歩は双子の義妹が自分の部屋に愛撫するといった恋物語を描く。

## 登場人物
九宮歩（きゅうきゅう あゆ）
声 - 市原莞爾郎
九宮出流（きゅうきゅう いずる）
声 - 葦津珍美
心音の妹である。常に帰宅した後、歩の部屋に入ってしまう。
九宮心音（きゅうきゅう ここね）
声 - 今泉定子
常に机に向かって勉強している。

## スタッフ
- 原作：バニラ
- プロデューサー：枇把島しゆう太、二木力
- 脚本：藤宮天啓
- 絵コンテ・監督：Aim
- アニメーション・キャラクターデザイン・作画監督：神谷智大
- 美術監督：せいほう堂
- 色彩設計・色指定：黒猫
- 撮影監督：田神悠宇
- 編集：西山茂、リアル・ティ
- 音楽：Yoshi.他
- 音響監督：吉田知弘
- 原画：矢口真里男、東雲タクミ、加藤清司郎、佐藤裕司、繁澤敬二、重田洋朗
- 動画・仕上・背景：F.A.I.
- 録音スタジオ：スリーエススタジオ
- アニメーション・プロデューサー：中緒京太郎
- アニメーション制作：Y.O.U.C.
- 制作：デジタルワークス

## DVD
- 『義妹×2 & どんぶり家族 -母娘どんぶり イタダキマス! Pack-』（2012年7月20日発売） DVNL-9424
  - 『どんぶり家族』と共に収録されている。